# W58 (核彈頭)
W58是美國的一款熱核彈頭，用於UGM-27北極星潛射彈道導彈。每枚UGM-27北極星導彈安裝了3枚W58。
W58的直徑為15.6英寸(400 mm)，長40.3英寸(1,020 mm)，基本重量為257磅(117 kg)。爆炸當量為20萬噸。
W58於1964年開始服役，1982年，最後一批W58與最後一批UGM-27導彈一同退役。
研究員Chuck Hansen聲稱，根據他的美國核計劃研究，W55和W58使用同一個初級核彈設計或初級裂變階段設計。這設計在2001年被他暱稱為Kinglet初級核彈設計。

## 外部連結
- Allbombs.html list of all US nuclear warheads at nuclearweaponarchive.org